# (2786) Grinevia
(2786) Grinevia est un astéroïde de la ceinture principale.

## Description
(2786) Grinevia est un astéroïde de la ceinture principale. Il fut découvert le 6 septembre 1978 à Naoutchnyï par Nikolaï Tchernykh. Il porte le nom de Alexandre Grine. Il présente une orbite caractérisée par un demi-grand axe de 2,61 UA, une excentricité de 0,18 et une inclinaison de 13,2° par rapport à l'écliptique.

## Compléments